# Habrotrocha caudata
Habrotrocha caudata är en hjuldjursart som beskrevs av Murray 1911. Habrotrocha caudata ingår i släktet Habrotrocha och familjen Habrotrochidae. Inga underarter finns listade i Catalogue of Life.